# 基烏利亞科查山 (坎柴略區)
11°58′01″S 75°49′41″W / 11.96694°S 75.82806°W
基烏利亞科查山（Qiwllaqucha），是秘魯的山峰，位於該國中部胡寧大區，由豪哈省的坎柴略區負責管轄，屬於秘魯中部山脈的一部分，海拔高度4,400米。